# Tilia chingiana
Tilia chingiana (短毛椴 duan mao duan en chino) es una especie arbórea de tamaño mediano nativo de las provincias chinas de Anhui, Jiangsu, Jiangxi y Zhejiang. 

## Descripción
Es un árbol caducifolio de crecimiento a 15 m de altura, de corteza gris y lisa. Hojas de color verde Chartreuse cordiforme son compensados en la base, de 5 a 10 cm de largo, y nacen de 2,5 a 4 cm pecíolos con yema terminal. En China, el árbol de florece durante los meses de junio y julio.
Este árbol produce fruto de forma globosa, de puberulento estrellado y verrugosas con exocarpo leñoso, duro e indehiscente.
También ha de ser destacado que este árbol ha sido introducido en Europa y América del Norte.

## Taxonomía
Tilia chingiana fue descrita por Hu & W.C.Cheng y publicado en Contributions from the Biological Laboratory of the Science Society of China 10: 79. 1935.
Etimología
Tilia: nombre genérico que deriva de las palabras griegas: ptilon (= ala), por la característica de las brácteas que facilita la propagación de la fruta por el viento.
chingiana: epíteto
Sinonimia*Tilia breviradiata Rehder
- Tilia orocryptica Croizat
- Tilia tuan Szyszlowicz var. breviradiata Rehder[3]